# Bambusa tuldoides
El bambú de Buda (Bambusa tuldoides) es una especie botánica de la familia poáceas (gramíneas) en la subfamilia Bambusoideae. Es una especie de bambú que es nativa de Guangdong en China. La especie se cultiva ampliamente en las regiones subtropicales de todo el mundo por las cañas con bulbo y como planta ornamental. La especie también se utiliza en Bonsái.

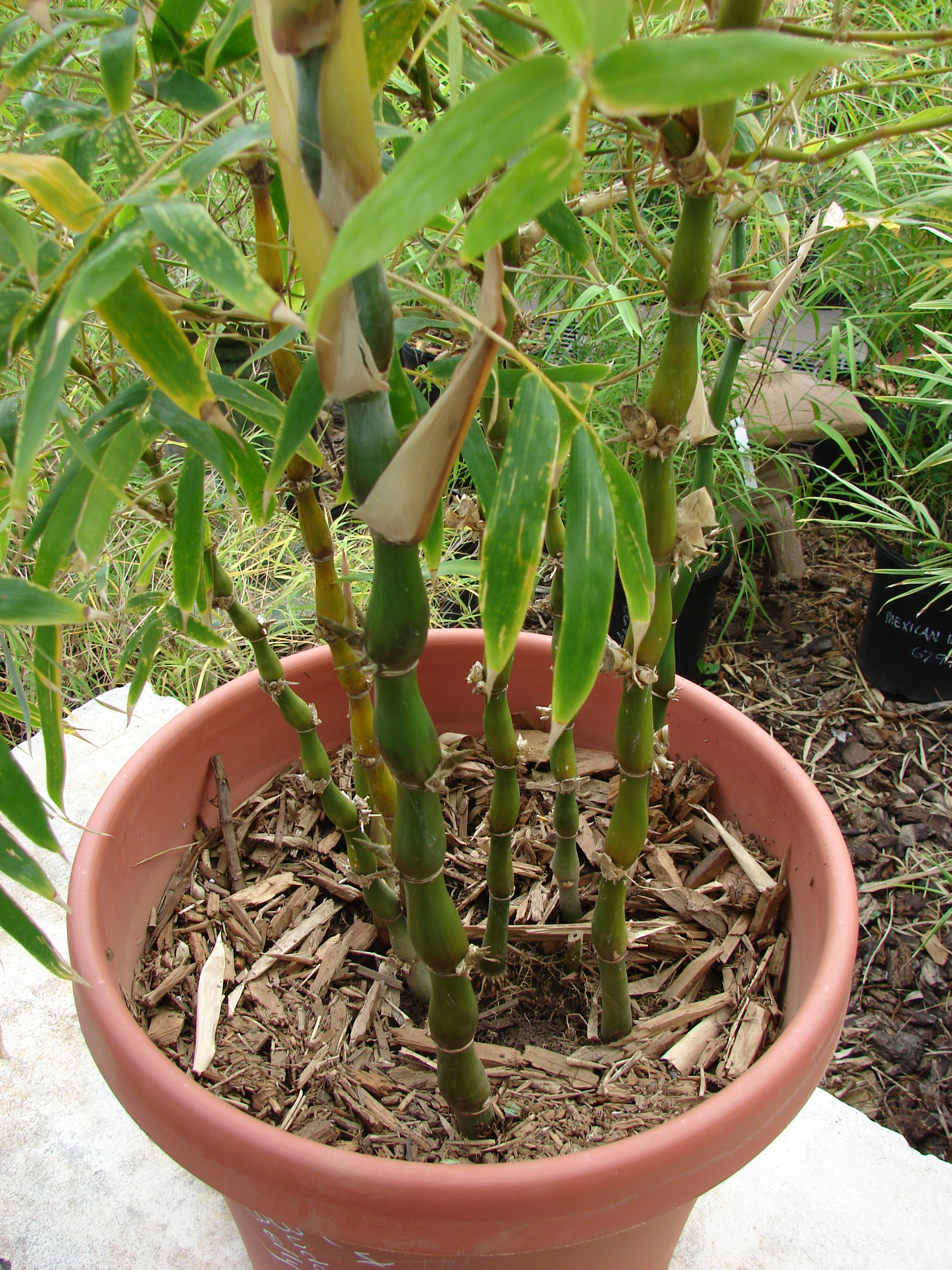
Como planta ornamental

## Descripción
En condiciones muy favorables este bambú puede alcanzar un tamaño de 15 a 18 m de altura. Ciertas condiciones ligadas a diversos factores (sequía) provocan en el momento del crecimiento de las cañas una hinchazón de los entrenudos y disminuye en gran medida la altura de la planta.

## Cultivo
Se adapta a todas las condiciones excepto temperaturas demasiado frías en invierno.

## Taxonomía
Bambusa tuldoides fue descrita por William Munro y publicado en Trans. Linn. Soc. London 26: 93 (1868).
Sinonimia
- Bambusa angulata Munro
- Bambusa breviflora Munro
- Bambusa fauriei Hack.
- Bambusa flavonoda W.T.Lin
- Bambusa longiflora W.T. Lin
- Bambusa pallescens (Döll) Hack.
- Bambusa parvifolia W.T. Lin
- Bambusa ventricosa McClure
- Chimonobambusa angulata (Munro) Nakai
- Guadua pallescens Döll
- Leleba fauriei (Hack.) Nakai
- Leleba tuldoides (Munro) Nakai
- Tetragonocalamus angulatus (Munro) Nakai[2]
- Arundarbor angulata (Munro) Kuntze
- Arundarbor breviflora (Munro) Kuntze
- Arundarbor brevifolia Kuntze
- Arundarbor tuldoides (Munro) Kuntze
- Arundinaria angulata (Munro) Porterf.
- Bambusa blumeana Hook. & Arn.
- Bambusa tulda Benth.
- Leleba breviflora (Munro) Nakai
- Leleba ventricosa (McClure) W.C.Lin[3]